# Desa Karangbaru (administrativ by i Indonesien, Jawa Barat, lat -6,26, long 107,14)
Desa Karangbaru är en administrativ by i Indonesien.   Den ligger i provinsen Jawa Barat, i den västra delen av landet, 30 km öster om huvudstaden Jakarta.